# Uppby
Uppby (finska: Yliskylä) är en stadsdel i Degerö distrikt i Helsingfors stad. 
Uppby är den största koncentrationen av bebyggelse finns på Degerö. Området, som till fyra femtedelar består av höghus, byggdes på 1960- och 1970-talen. 
År 2021 påbörjades projektet Spårväg Kronbroarna. En spårväg anläggs från Hagnäs torg till Uppby på de tre broarna Kronbroarna via Högholmen och Kronbergsstranden.